# Jockis
Jockis (finska: Jokioinen) är en kommun i landskapet Egentliga Tavastland i Finland. Jockis har 5 046 invånare och har en yta på 181,94 km².
Jockis är enspråkigt finskt.
Jockis museijärnväg och därmed sammanhängande museum för smalspårstrafik finns i kommunen.
I kommunen finns också MTT (Forskningscentralen för jordbruk och livsmedelsekonomi) vid Jockis gods.

## Politik

### Mandatfördelning i Jockis kommun, valen 1976–2021
| 7 | 6 |  | 8 | 2 | 3 |

| 6 | 7 | 10 |  | 3 |

| 6 | 7 |  | 9 |  | 3 |

| 5 | 8 |  | 10 |  | 2 |

| 5 | 7 | 2 |  | 10 | 2 |

| 5 | 8 |  | 10 | 3 |

| 5 | 7 |  | 12 | 2 |

| 5 | 8 | 11 | 3 |

| 17 | 10 |

| 6 | 7 |  | 10 | 3 |

| 15 | 12 |

| 4 | 6 |  | 2 | 11 | 3 |

| 18 | 9 |

| 5 | 7 | 2 |  | 9 | 3 |

| 14 | 13 |

| 4 | 7 |  | 5 | 8 | 2 |

| 14 | 13 |

## Demografi

### Befolkningsutveckling
| Befolkningsutvecklingen i Jockis kommun 1975–2020                                                            | Befolkningsutvecklingen i Jockis kommun 1975–2020 | Befolkningsutvecklingen i Jockis kommun 1975–2020 | Befolkningsutvecklingen i Jockis kommun 1975–2020 | Befolkningsutvecklingen i Jockis kommun 1975–2020 |
| --- | ------------------------------------------------- | ------------------------------------------------- | ------------------------------------------------- | ------------------------------------------------- |
| |                                                   |                                                   |                                                   |                                                   |
| År |                                                   |                                                   | Folkmängd                                         |                                                   |
| 1975 | 1975                                              |                                                   | 5 007                                             |                                                   |
| 1980 | 1980                                              |                                                   | 5 025                                             |                                                   |
| 1985 | 1985                                              |                                                   | 5 369                                             |                                                   |
| 1990 | 1990                                              |                                                   | 5 573                                             |                                                   |
| 1995 | 1995                                              |                                                   | 5 675                                             |                                                   |
| 2000 | 2000                                              |                                                   | 5 677                                             |                                                   |
| 2005 | 2005                                              |                                                   | 5 754                                             |                                                   |
| 2010 | 2010                                              |                                                   | 5 720                                             |                                                   |
| 2015 | 2015                                              |                                                   | 5 425                                             |                                                   |
| 2020 | 2020                                              |                                                   | 5 061                                             |                                                   |
| Anm: Uppgifterna avser förhållandena den 31 december nämnda år enligt områdesindelningen den 1 januari 2022. |                                                   |                                                   |                                                   |                                                   |

### Språk
Befolkningen efter språk (modersmål) den 31 december 2022. Finska, svenska och samiska räknas som inhemska språk då de har officiell status i landet. Resten av språken räknas som främmande. För språk med färre än 10 talare är siffran dold av Statistikcentralen på grund av sekretesskäl.
| Språk                        | Talare 2022-12-31 | Talare 2022-12-31 |
| Språk                        | Antal             | Andel (%)         |
| ---------------------------- | ----------------- | ----------------- |
| Hela befolkningen            | 4 990             | 100,0             |
| Inhemska språk totalt        | 4 821             | 96,6              |
| Finska                       | 4 799             | 96,2              |
| Svenska                      | 22                | 0,4               |
| Främmande språk totalt       | 169               | 3,4               |
| Ryska                        | 37                | 0,7               |
| Estniska                     | 29                | 0,6               |
| Polska                       | 14                | 0,3               |
| Arabiska                     | 11                | 0,2               |
| Persiska                     | 11                | 0,2               |
| Språk med färre än 10 talare | 67                | 1,3               |

|  | Finska (96,2 %) |

|  | Svenska (0,4 %) |

|  | Främmande språk (3,4 %) |

|  | Finska (96,2 %) |

|  | Svenska (0,4 %) |

|  | Främmande språk (3,4 %) |